# خوان كارلوس سيلفا
خوان كارلوس سيلفا (بالإسبانية: Juan Carlos Silva)‏ (6 فبراير 1988 بمدينة مكسيكو في المكسيك - ) هو لاعب كرة قدم مكسيكي في مركز الوسط. شارك مع منتخب المكسيك تحت 17 سنة لكرة القدم ومنتخب المكسيك تحت 20 سنة لكرة القدم ومنتخب المكسيك تحت 23 سنة لكرة القدم. أما مع النوادي، فقد لعب مع نادي أمريكا ونادي باتشوكا ونادي سان لويس ونادي نيكاكسا وأتلاتيكو إيرابواتو ونادي سيلايا وديبورتيفو مالاكاتيكو ‏ واستوديانتس دي التاميرا ‏ وريبوسيروس دي لا بيداد ‏ وMurciélagos F.C. ‏.

## روابط خارجية
- خوان كارلوس سيلفا على موقع قاعدة بيانات كرة القدم.إي يو (الإنجليزية)
- خوان كارلوس سيلفا على موقع Soccerway.com (الإنجليزية)